# 虚子記念文学館
虚子記念文学館（きょしきねんぶんがくかん）は、兵庫県芦屋市にある文学館。運営は、公益財団法人虚子記念文学館。
明治 - 昭和期の俳人・高浜虚子に関する資料の保存と公開を行っている。虚子の直孫で俳誌「ホトトギス」主宰者である稲畑汀子の住居に隣接して建てられている。2000年3月7日に開館した。
虚子の生涯や資料の展示が中心であるが、他にも夏目漱石『吾輩は猫である』直筆原稿や、正岡子規の書簡など貴重な文学資料を多数所蔵する。多目的ホールでは俳句会などが開催されている。
2022年（令和4年）2月27日、館長であった稲畑汀子の死去にともない、2022年（令和4年）3月16日から長男の稲畑廣太郎が館長に就任した。

## 施設概要
- 常設展示室
- 図書室
- 多目的ホール
- 談話室
- ミュージアムショップ
- 庭
- 設計 - 好川忠延
- 所在地 - 〒656-0074 兵庫県芦屋市平田町8-22

## 交通
- 芦屋駅 (阪神)から徒歩12分

## 周辺情報
- 芦屋市立美術博物館
- 俵美術館
- 芦屋市谷崎潤一郎記念館
- 滴翠美術館
- ヨドコウ迎賓館
- エンバ中国近代美術館